# Szlavics horvát király
Szlavics vagy Szlavac horvát ellenkirály volt a IV. Krešimir horvát király halála után kirobbant polgárháborúban. Az ország déli részét uralta 1074 és 1075 között.

## Uralkodása?
IV. Kresimir Péter halála után a Horvát Királyságban polgárháború tört ki, és az ország három részre szakadt. A dalmát városok és a latin papság II. Istvánt, Kresimir unokaöccsét akarták királynak. A király magyar rokonsága Dmitar Zvonimirt pártolták. IV. Kresimir uralkodása alatt vezették be a római liturgiát, melyet a nép java része még mindig ellenzett, így az ő pártjukat Szlavics képviselte.
Szlavics az Omiš mellett fekvő Trstenikból származott. A „néppárt” kinevezte királynak, viszont sem a dalmát városok, sem a pápa nem akarta elismerni. Egyes elméletek szerint a pápa a dán Magnus herceget szerette volna a trónra segíteni, ami olvasható a cseh II. Vratiszlávnak írott levelében.
A dalmát városok a normannokat hívták segítségül, akik betörtek az országba, elrabolták Szlavicsot és Dél-Itáliába vitték magukkal. Ezek után az álkirálynak nyoma veszett.